# حزب دموکراتیک خلق (ترکیه)
حزب دموکراتیک خلق (به ترکی استانبولی: Demokratik Halk Partisi, DEHAP) یک حزب سیاسی کرد در کشور ترکیه بود. حزب دموکراتیک خلق در ۲۴ اکتبر ۱۹۹۷ تأسیس شد. این حزب ادامۀ حزب دموکراسی خلق (HADEP) بود، که در مارس ۲۰۰۳ توسط دادگاه قانون اساسی به اتهام حمایت از حزب کارگران کردستان ممنوع‌الفعالیت شده‌بود. در ۲۶ مارس ۲۰۰۳، ۳۵ شهردار که بخشی از حزب دموکراسی خلق بودند، به حزب دموکراتیک خلق پیوستند.